# 凯茜·希伊
凯茜·希伊（英語：Kathy Sheehy，1970年4月26日—），美国前女子水球运动员。她曾代表美国国家队参加2000年夏季奥林匹克运动会水球比赛，结果队伍获得一枚银牌。